# Lampona russell
Lampona russell là một loài nhện trong họ Lamponidae. Loài này được phát hiện ở Queensland.